# 時計じかけのアクワリオ
『時計じかけのアクワリオ』（とけいじかけのアクワリオ、Clockwork Aquario）はウエストン ビット エンタテインメント開発によるゲームソフト。
アーケード用横スクロールアクションゲームとして1992年に発表され、翌年1993年以降に稼働する予定であったがリリースが中止。それから27年後となる2020年にドイツのパブリッシャーであるStrictly Limited Gamesによって開発が決定。2021年11月30日にPlayStation 4とNintendo Switch向けに発売された。2023年12月7日にはXbox OneとXbox Series X/S向けに配信された。またSteam向けにも発売予定になっている。

## 概要
当初は『Ghost Hunter』というお化け退治の横スクロールシューティングとして開発されたが開発が難航、西澤龍一が手を加えて完成に至るもロケテストの結果が芳しく無く、また対戦型格闘ゲームの全盛期でそれ以外のゲームジャンルは低迷していたというアーケードゲーム市場の時流もあって発売が中止となる。また初期は3人同時プレイで開発されていたが、3人用のコントロールパネル筐体が発売されなくなった関係で2人プレイへ変更された。
発売中止後は宣材用のスクリーンショットとロケテストで遊んだプレイヤーの記憶にしか無い幻のゲームと化していたが、当時の開発チームのコンポーザーであった坂本慎一が基板から録音したBGMのマスターテープを所有していたため後述のサウンドトラックの配信がD4エンタープライズのEGG MUSICにより2006年に実現した。その後更に2012年にウエストンから当時のサウンド以外の開発データが発見された。Strictly Limited Games共同設立者のデニス・メンデルがウエストンのゲームのファンで、当時時計じかけのアクワリオも雑誌で情報を見て楽しみにしていたのだが発売中止になったことを残念に思っていた。しかしこれらのデータの発見の情報を聞きつけて復活のためにプロジェクトを立ち上げて2020年にPlayStation 4とNintendo Switch向けに開発決定を実現させた。

## ゲーム内容
世界各地で頻発していた怪事件の原因が世界征服を企むハンギョ博士とその一味の仕業で、彼らを追って海底にある奇妙な世界『アクワリオ』に乗り込んだ3人が野望を打ち砕くために戦うというストーリー。
オリジナルのアーケード版はいくつかのロケテストで修正が加えられた上に前述の通り開発中止となったため、正確なゲーム内容は不明になっている。以下は後に発売された家庭用版での仕様になる。

### システム
本作はジャンプや投げを駆使して敵や障害物を対処しながら進みステージをクリアしていく横スクロールアクションゲームである。操作は移動＋ジャンプとパンチの2ボタンで、下方向でしゃがみ、真下の敵にジャンプで踏み、真上の敵へのジャンプで頭突きも出来る。
プレイヤーは最初に少年（ハック・ロンド）、少女（エル・ムーン）、ロボット（ガッシュ）の3人の中からプレイキャラを選ぶ。それぞれのキャラには大きな性能の違いは無いが、ロボットだけ当たり判定と攻撃判定が大きい。2人同時プレイも可能である。
ステージ上に出てくる敵はダメージを与えると気絶状態になる。気絶した敵は再度ダメージを与えると倒せるが、そのままプレイヤーが触れると持ち上げ状態になり、上下左右の任意の方向へ投げ飛ばすことで他の敵を倒したり、持ち上げられた敵を画面外へ消すことが出来る。通常状態の敵に触れるとプレイヤーはダメージ状態になり、その状態で再度敵に触れると残機を1つを失う。ダメージ状態は薬のアイテムで回復出来る。ステージ中の穴に落ちたりタイムアップも残機を失う。
バルーンは壊すと得点が入る。ボスエリア前ではたくさんのバルーン飛んでくるギミックがある。スターのアイテムを拾うと一定時間無敵になり攻撃も強化され前方向に3WAYの星が飛ばせるようになる。カラーダイヤのアイテムを拾うと画面上部のONE UPゲージを貯まり、ゲージが埋まるとエクステンドする。一定の得点（5万点、10万点）を得ることでもエクステンドする。
全5ステージの一周エンドで、操作キャラによってストーリーが変わるといった要素は無い。

### 追加要素
家庭用版ではゲーム本編とは別に以下の追加要素が存在する。
- サウンドトラック

ゲーム中のBGMとそのREMIX版を聞くことが出来る。
- ギャラリーモード

設定資料等の閲覧が出来る。
- ボーナスステージ ミニゲーム

2人プレイの際に3～4ステージの間に発生するミニゲームを遊べる。2人プレイ専用。

## 音楽

### サウンドトラック
当時ウエストンのコンポーザーであった坂本慎一による作曲。本作の音源は以下の配信に収録されている。
- 『時計じかけのアクワリオ ORIGINAL SOUNDTRACK』（2006年10月27日配信）[7]。

## 評価
本作はギネスワールドレコーズより「開始からリリースまで最も時間がかかったゲーム」として認定された。ギネス認定証による開発開始からリリースまでの期間は28年と81日。